# جواد جهانگیرزاده
جواد جهانگیرزاده (زادهٔ ۲۰ مرداد ۱۳۴۵ ارومیه) سیاستمدار ایرانی است که نمایندهٔ حوزهٔ انتخابیهٔ ارومیه در دورهٔ هفتم، دورهٔ هشتم و دورهٔ نهم مجلس شورای اسلامی و عضو کمیسیون امنیت ملی و سیاست خارجی مجلس بود. وی همچنین در مجلس نهم، قائم‌مقام مرکز پژوهش‌های مجلس بوده‌است‌.

## زندگی
جواد جهانگیرزاده در ۲۰ مردادِ ۱۳۴۵ در محله بازارباش ارومیه به دنیا آمد. وی دارای مدرک لیسانس پژوهشگری اجتماعی از دانشگاه تبریز، فوق لیسانس جامعه‌شناسی از دانشگاه تبریز و دکترای جامعه‌شناسی از دانشگاه علامه طباطبائی است.
وی دومین سیاستمداری است که بعد از انقلاب اسلامی  سه بار از حوزه انتخابیه ارومیه به نمایندگی مجلس انتخاب شده‌است. پیش او فقط علی کامیار نماینده دوره‌های ۲ و ۳ و ۴ مجلس سه دوره متوالی از حوزه انتخابیه ارومیه به نمایندگی مجلس انتخاب شده بود. دهمین انتخابات مجلس شورای اسلامی ایران جهانگیرزاده با کسب ۶۶٬۶۰۶ رای از راهیابی به مجلس دهم بازماند.
جهانگيرزاده به منظور تکيه بر کرسی نمايندگی مردم اروميه در مجلس دوازدهم نيز شانس خود را آزمود ولی با کسب ۵۹۰۶۶ رأی توفيقی حاصل نکرد و به کار خود پايان داد.
وی به سمت سفیر ایران در جمهوری آذربایجان منصوب شد و جانشین محسن پاک آیین در این سمت شد. و تا شهریور ۱۳۹۹ که سید عباس موسوی جایگزین وی شد این سمت را بر عهده داشت
در جریان معرفی وزرای دولت یازدهم به مجلس، وی به عنوان موافق وزارت محمودجواد ظریف نطق کرد و در جریان توافق هسته‌ای نیز، از موافقان جدی برجام به‌شمار می‌رفت.
جهانگیرزاده دارای دکتری جامعه‌شناسی سیاسی از دانشگاه علامه طباطبائی بوده و همچنین عضو هیئت علمی گروه جامعه‌شناسی دانشگاه ارومیه است.